# George Tyrrell
George Tyrrell (6 de febrer de 1861, Dublín, Irlanda - † 15 de juliol de 1909, Sussex, Anglaterra), fou un teòleg jesuïta, un dels més coneguts i radicals dels modernistes, considerat per l'Església Catòlica un heretge i gnòstic.

## Biografia
Es convertí al catolicisme des del calvinisme el 1879. Després entrà a la Companyia de Jesús, on estudià amb profunditat la teologia de Tomàs d'Aquino. Fou ordenat sacerdot el 1891. Després defensà la llibertat de consciència en el camp de la investigació teològica i s'adherí al modernisme teològic. Convincent apologeta fins que l'humanista catòlic i enciclopèdic Friedrich von Hügel va introduir-lo en la crítica bíblica i el neokantisme.

## Modernisme
La contribució de Tyrrell al modernisme se centra en els camps de la teologia fonamental i de la filosofia de la religió. Per a aquest jesuïta irlandès, el modernisme és un Cristianisme que creu en la possibilitat de la síntesi entre veritats religioses i veritats de la ciència moderna. L'historiador Ricardo de la Cierva considera legítim el seu punt de partida, així com en el cas de Loisy, si bé Tyrrell no arribà a advertir que la seva ciència moderna deixava ja de ser la ciència absoluta newtoniana. Per això, des de la mateixa Companyia de Jesús, fou advertit i després castigat per les seves idees contràries a la doctrina de l'Església Catòlica.
Els seus primers llibres modernistes es publicaren el 1902 i el 1903. El 3 de desembre del 1905 envia una carta al Corriere della Sera: Lettera confidenziale a un professore di antropologia on explicava la seva posició sobre els dogmes. Segons Tyrrell, diversos dogmes s'havien demostrat falsos amb el temps i amb la crítica històrica. En aquells temps la Companyia de Jesús no podia tolerar les seves crítiques a l'autoritat despòtica de Roma, per la qual cosa en fou expulsat el 1906. Com que no pogué trobar un bisbe que l'encardinés en la seva diòcesi, quedà suspès a divinis. Tyrrell no se sotmeté i tant la seva violenta reacció a l'encíclica Pascendi el 1907 com la seva intenció de crear una associació d'excomunicats li valgué la impossibilitat d'accedir als sagraments fins a la mort.

## Obres
- Nova et Vetera (1897)
- Hard Sayings (1898)
- On external religion (1899)
- Oil and wine (1900)
- The faith of the millions (1901)
- Religion as a factor of life (1902)
- The Church and the future (1903)
- Lex orandi (1903)
- A much abused letter (1906)
- Through Scylla and Carybdis (1907)
- Medievalism (1908)

I dues obres publicades pòstumament:
- Christianity and the cross-roads (1909)
- Essays on faith and inmortality (1914)